# Scott Thorson
Scott Thorson (* 23. Januar 1959 in La Crosse, Wisconsin; † 16. August 2024 in Los Angeles, Kalifornien) war ein US-amerikanischer Schriftsteller. Er wurde als Liebhaber des Entertainers Liberace bekannt. 1988 veröffentlichte er über die Beziehung ein Buch, das 2012 unter dem Titel Liberace – Zuviel des Guten ist wundervoll verfilmt wurde. 

## Leben
Thorson war von 1976 bis 1982 der Liebhaber Liberaces, der zu Beginn auch sein Arbeitgeber war. Liberace veranlasste mehrere plastische Operationen für Thorson, damit dieser seinem rund 40 Jahre älteren Lebenspartner ähnlicher sehen sollte. Die Operationen führte Jack Startz durch, der zuvor bei Liberace eine Gesichtsstraffung durchgeführt hatte. Ein bei Thorson eingesetztes Kinnimplantat wurde später wieder entfernt.
Nach dem Ende der Beziehung 1982 reichte Thorson eine Unterhaltsklage in Höhe von 113 Millionen Dollar gegen Liberace ein. Die Beteiligten einigten sich außergerichtlich auf einen fünfstelligen Betrag, mehrere Autos und zwei Pudel für Thorson. 1988 veröffentlichte Thorson das Buch Behind The Candelabra – My Life with Liberace, in dem er über intime Details seines ehemaligen Lebensgefährten schrieb. Trotz seiner intimen Beziehung zu Liberace erkrankte Thorson nicht wie dieser an AIDS.
Thorson trat als ausschlaggebender Zeuge im Prozess der „Wonderland-Morde“ auf, in dem sein Bekannter, der Pornodarsteller John Holmes, einer der Beschuldigten war. 1990 wurde er mehrfach angeschossen, als Drogenhändler in sein Hotelzimmer in Jacksonville, Florida, einbrachen.
Im Herbst 2012 berichtete er in einem Interview von einer Analkarzinomerkrankung. Im Juli 2013 bekannte sich Thorson in einem Kreditkartenbetrugprozess schuldig und wurde zu einer langjährigen Bewährungsstrafe verurteilt. Drogentests, die Teil der Bewährungsauflagen waren, kam er nicht nach.
2024 starb Thorson im Alter von 65 Jahren in einer Klinik in Los Angeles nach seiner Krebserkrankung sowie Herzproblemen.

## Rezeption
2012/2013 verfilmte Steven Soderbergh nach Thorsons Buch die Beziehungsgeschichte von Liberace und Thorson unter dem Titel Behind the Candelabra (deutscher Titel Liberace – Zuviel des Guten ist wundervoll). In dem Film wurde Liberace von Michael Douglas und Thorson von Matt Damon verkörpert.